# Baltasar Lopes da Silva
Baltasar Lopes da Silva (São Nicolau, 23 aprile 1907 – São Vicente, 28 maggio 1989) è stato uno scrittore, poeta e linguista capoverdiano.
Assieme a Manuel Lopes e Jorge Barbosa ha fondato la rivista Claridade. Il suo romanzo Chiquinho viene considerato il più importante romanzo della letteratura capoverdiana.

## Biografia
Baltasar Lopes da Silva nacque nel villaggio di Calejão, nell'isola di São Nicolau nell'arcipelago di Capo Verde, il 23 aprile del 1907. Ha proseguito i suoi studi superiori a Mindelo, sull'isola di São Vicente, trasferendosi poi in Portogallo per frequentare l'Università di Lisbona. Tra i suoi maestri si annoverano figure di spicco della cultura portoghese, tra cui Vitorino Nemésio e Câmara Reis. Si laureò con ottimi voti in giurisprudenza e in filologia romanza. Dopo la laurea fece ritorno a Capo Verde, dove iniziò a insegnare al Liceu Gil Eanes di São Vicente. Qualche anno dopo divenne preside della stessa scuola. Fece una breve esperienza di insegnamento anche in Portogallo, a Leiria, ma a causa delle sue opinioni politiche fu costretto a tornare sulla sua isola.

### Attività letteraria
Nel 1936, assieme ad altri scrittori tra i quali Manuel Lopes, Manuel Ferreira, António Aurélio Gonçalves, Francisco José Tenreiro, Jorge Barbosa e Daniel Filipe, Baltasar Lopes fu tra i fondatori della rivista Claridade, dedicata alla pubblicazione di saggi, poesie e racconti e incentrata sui problemi relativi alla società capoverdiana - carestie, siccità ed emigrazione - soprattutto delle sue fasce più deboli e marginali. Nel 1947 pubblicò il suo primo libro, il romanzo Chiquinho, in cui vengono descritti accuratamente le delle isole sia dal punto di vista naturale che da quello degli usi, dei costumi e dei problemi sociali dei suoi abitanti agli inizi del XX secolo. Si tratta di un romanzo di formazione incentrato sulle varie fasi della vita di Chiquinho, il protagonista, e sulla sua lotta per raggiungere condizioni di vita migliori. Il romanzo si articola in tre parti. Una prima parte è dedicata all'infanzia del protagonista, trascorsa con la famiglia sull'isola di São Nicolau. Nella seconda parte Chiquinho si trasferisce a São Vicente per continuare i suoi studi, e qui incontra nuovi amici e il suo primo amore, Nuninha. Con i suoi compagni di scuola fonda una rivista e un'associazione culturale che richiama molto gli scopi e le caratteristiche di Claridade. Nella terza e ultima parte Chiquinho torna sulla sua isola, e affronta il dramma della siccità, uno dei principali problemi dell'arcipelago di Capo Verde. Il romanzo si conclude con l'addio di Chiquinho alle sue isole: emigrerà negli Stati Uniti in cerca di una vita migliore.

## Opere
- Chiquinho, 1947 (Edizione italiana 2009, Edizioni Lavoro)
- Cabo Verde visto por Gilberto Freyre (1956)
- O dialecto crioulo de Cabo Verde (1957)
- Antologia da Ficção Cabo-Verdiana Contemporânea (1961)
- Cântico da Manhã Futura (1986), raccolta di poesie pubblicate con lo pseudonimo di Osvaldo Alcântara
- Os Trabalhos e os Dias (racconti, 1987)